# Salacia verrucosa
Salacia verrucosa är en benvedsväxtart som beskrevs av Wight. Salacia verrucosa ingår i släktet Salacia och familjen Celastraceae. Inga underarter finns listade.